# Juan de la Cruz Ignacio Moreno y Maisanove
Juan de la Cruz Ignacio Moreno y Maisanove (Città del Guatemala, 24 novembre 1817 – Toledo, 28 agosto 1884) è stato un cardinale e arcivescovo cattolico guatemalteco.

## Biografia
Papa Pio IX lo elevò al rango di cardinale nel concistoro del 13 marzo 1868. È stato il primo cardinale originario del Guatemala.
Fu vescovo di Oviedo ed arcivescovo di Valladolid e Toledo.

## Genealogia episcopale e successione apostolica
La genealogia episcopale è:
- Cardinale Scipione Rebiba
- Cardinale Giulio Antonio Santori
- Cardinale Girolamo Bernerio, O.P.
- Arcivescovo Galeazzo Sanvitale
- Cardinale Ludovico Ludovisi
- Cardinale Luigi Caetani
- Cardinale Ulderico Carpegna
- Cardinale Paluzzo Paluzzi Altieri degli Albertoni
- Papa Benedetto XIII
- Papa Benedetto XIV
- Cardinale Enrico Enriquez
- Cardinale Francisco de Solís Folch de Cardona
- Vescovo Agustín Ayestarán Landa
- Arcivescovo Romualdo Antonio Mon y Velarde
- Cardinale Francisco Javier de Cienfuegos y Jovellanos
- Cardinale Cirilo de Alameda y Brea, O.F.M.Obs.
- Cardinale Juan de la Cruz Ignacio Moreno y Maisanove

La successione apostolica è:
- Vescovo Germán de Ascensión Villalvazo y Rodríguez (1869)
- Vescovo José María Lizarzabaru y Borja, S.I. (1870)
- Arcivescovo Victoriano Guisasola y Rodríguez (1875)
- Vescovo Juan Antonio Puig y Montserrat, O.F.M.Obs. (1875)
- Vescovo Ramón Fernández y Lafita (1875)
- Vescovo Narciso Martínez Izquierdo (1875)
- Arcivescovo Saturnino Fernandez de Castro y de la Cotera (1875)
- Cardinale José María Martín de Herrera y de la Iglesia (1875)
- Vescovo Pedro José Sánchez Carrascosa y Carrión, C.O. (1875)
- Vescovo José Oliver y Hurtado (1875)
- Vescovo Pedro Casas y Souto (1876)
- Vescovo Cesáreo Rodrigo y Rodríguez (1876)
- Vescovo José María Orberá y Carrión (1876)
- Arcivescovo Pedro Payo y Piñeiro, O.P. (1876)
- Cardinale Ciriaco María Sancha y Hervás (1876)
- Arcivescovo Mariano Miguel Gómez Alguacil y Fernández (1876)
- Vescovo Antonio García y Fernández (1876)
- Vescovo Jaime Catalá y Albosa (1879)
- Vescovo Juan Francisco Bux y Loras (1882)
- Vescovo Tomás Jenaro de Cámara y Castro, O.S.A. (1883)
- Vescovo Vicente Santiago Sánchez y Castro (1884)
- Vescovo Ramón Martínez y Vigil, O.P. (1884)